# Heinrich Isser
Heinrich „Heini“ Isser (* 12. Mai 1928 in Matrei am Brenner; † 18. Mai 2004) war ein österreichischer Rennrodler und Bobsportler.
Heinrich Isser stammte aus einer Familie erfolgreicher österreichischer Bob- und Rodelsportlern. Zur Familie gehörten zudem Franz, Fritz, Maria, Paul und Josef Isser. Seine ersten Erfolge feierte er zunächst im Rodelsport. Bei den Rennrodel-Europameisterschaften 1951 in Igls gewann er mit seinem Bruder Josef die Silbermedaille im Doppelsitzer. Ein Jahr später gewann er mit Paul Aste den Titel in Garmisch-Partenkirchen. 1953 trat er in Cortina d’Ampezzo wieder mit Aste im Doppel an und fuhr erneut auf den zweiten Platz. Im Einsitzer musste Isser sich seinem Doppelpartner geschlagen geben und wurde wieder Zweiter. Das Doppel Aste/Isser gewann 1955 in Hahnenklee seinen zweiten Europameisterschaftstitel. Seit Mitte der 1950er Jahre trat Isser mit größerem Erfolg im Bobsport an. Seine einzige Teilnahme an Olympischen Winterspielen war bei 1956 in Cortina d’Ampezzo. Mit Aste belegte er im Zweier den 12. Platz, mit Karl Wagner, Fritz Rursch und Adolf Tonn im Vierer Zehnter. Bei der Bob-Weltmeisterschaft 1958 in Garmisch-Partenkirchen gewann er mit Aste im kleinen Bob die Bronzemedaille. Dieselbe Medaille gewann er erneut Bob-Weltmeisterschaft 1962 in Garmisch-Partenkirchen, nun mit seinen Geschwistern Franz, Josef und Fritz, im Viererbob.
Isser arbeitete als Metzger. Er verstarb nach kurzer schwerer Krankheit und hinterließ seine Ehefrau und eine Tochter. Am 24. Mai 2004 wurde er auf dem Pradler Friedhof bestattet.